# Majdan Kozic Dolnych
Majdan Kozic Dolnych – wieś w Polsce położona w województwie lubelskim, w powiecie świdnickim, w gminie Piaski.
W latach 1975–1998 miejscowość administracyjnie należała do ówczesnego województwa lubelskiego.
Wieś jest sołectwem w gminie Piaski. Według Narodowego Spisu Powszechnego z roku 2011 wieś liczyła 127 mieszkańców.
We wsi znajduje się Ośrodek Terapii Uzależnień. 

## Historia
Wieś znana w XIX wieku, w roku Majdan Kozic Dolnych posiadał osad 17, z gruntem mórg 186.